# Crambus johnsoni
Crambus johnsoni là một loài bướm đêm trong họ Crambidae.